# サント＝メール＝エグリーズ
サント＝メール＝エグリーズまたはサント＝メーレグリーズ （Sainte-Mère-Église）は、フランス、ノルマンディー地域圏、マンシュ県のコミューン。コミューンは、1944年6月6日のノルマンディーの戦いで最初に解放されたフランスのコミューンの1つである。

## 地理
カランタンから14km、サン＝ローから37km離れている。コミューンはマンシュ県のコミューンだけと境界を接している。
| - アンフルヴィル - ヌーヴィル＝オー＝プラン - フレヴィル - ラヴェノヴィル - ブーズヴィル＝オー＝プラン - テュルクヴィル |  | - エコクネオーヴィル - セベヴィル - カルケビュ - シェフ＝デュ＝ポン - ピコーヴィル |  |

メルドレ川（fr）がコミューン内を流れる。

### 交通
コミューン内を南北に国道13号線（fr）が通っている。バス路線を通じて県内の他コミューンとつながっている。

## 由来
ラテン語化されたつづりで、Sancte Marie Ecclesia（1080年-1082年）、Ecclesia de Sancte Maria（1317年記載）、Saincte-Marigliseとかつて記された。フランス語のSainte-MarigliseがSainte-Marie-Égliseとなり、Sainte-Mère-Égliseに変わった。確かに、古いつづりはマリアに関連していることを意味しているが、『母なる教会』を意味するラテン語Mater ecclesiaが語源であるウール＝エ＝ロワール県のメレグリーズ（Méréglise）とは関連がない。
フランス革命後の国民公会時代（1792年-1795年）には、コミューンはメール＝リーブル（Mère-Libre）の名を採用していた。

## 歴史
11世紀初頭、サント＝メール教会に最初の石が置かれたということは、既に教区が整備されていたことを意味している。400年後、教会はゴシック様式建築で完成した。第二次世界大戦前までは、教会広場で子牛の市が開かれていた。この市は1973年に再開されている。
村はプラン地方の中心にあたり、大西洋岸にも近く、位置がローマ交通網の恩恵を受けたのと同様に思想の普及も推進された。その歴史はノルマンディー上陸作戦で有名になるはるか昔から始まっており、1199年からロンドン司教であったギヨーム・ド・サント＝メール＝エグリーズ（en、サント＝メール＝エグリーズにルーツを持つ一族の生まれ）、百年戦争中の14世紀イングランド軍の侵攻、黒死病流行、ユグノー戦争、17世紀の大幅な新教徒コミュニティーの存在、1789年の革命、1796年のふくろう党（シュアン）と首領ブリックヴィル子爵の処刑、ナポレオン時代、フランス第二帝政時代の自治体などがある。
教会の後ろには聖メン（saint Méen）の泉があり、皮膚疾患に効果があるとされ、巡礼が行われていた。

### 第二次世界大戦

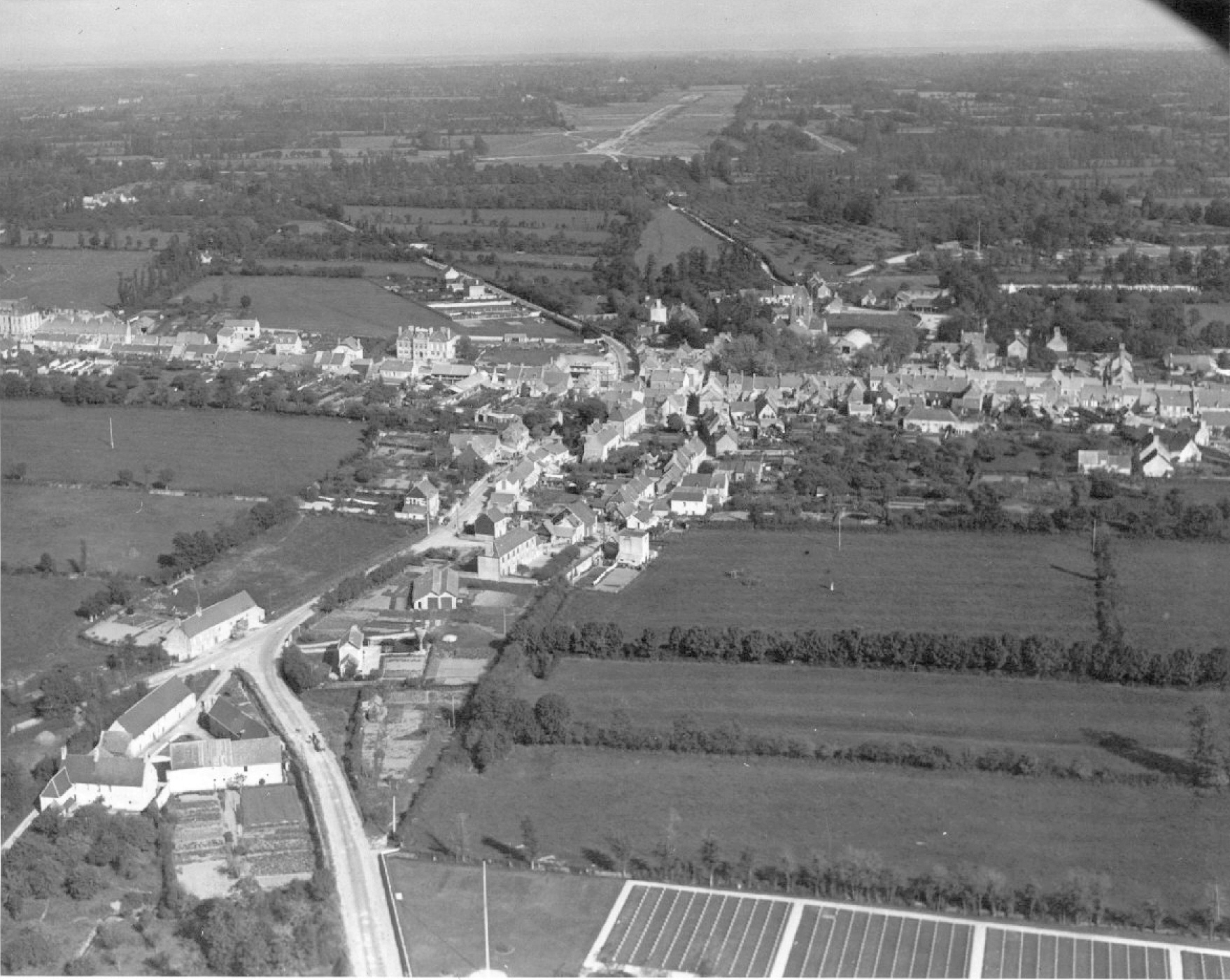
1944年6月に撮影されたサント＝メール＝エグリーズの航空写真

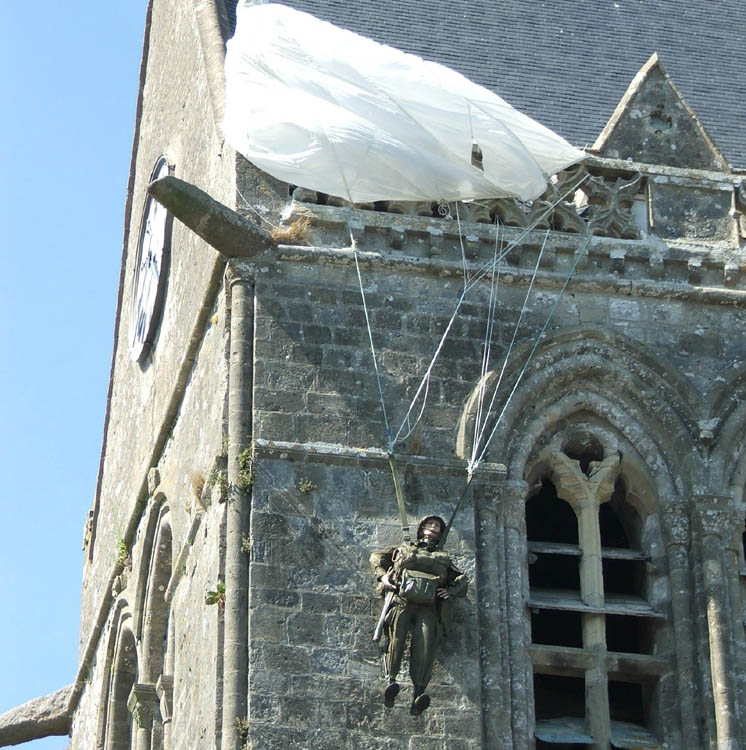
2006年に人形で再現された、教会尖塔に引っかかった落下傘兵

フランスの戦いの最中である1940年6月18日、ドイツ人は村に入り、村役場に巨大なハーケンクロイツ旗を掲げた。ほぼ4年間、サント＝メール＝エグリーズは占領されていた。
すぐに、船でイギリスに向かおうとした愛国者が有罪判決を受け処刑されたことを知らせるポスターが貼られた。
1944年6月5日午後11時、教会広場の反対側にある建物で火事が発生した。消防士たちと住民たちは、水を入れたバケツを手渡しして消火に当たり、それをライフル銃で武装した50人のドイツ兵が監視していた。
突然、村中の機関銃がいっせいに射撃を始めた。夜空はたちまち落下傘兵を乗せた飛行機でいっぱいになった。これらは、ノルマンディーの戦い最中にサント＝メール＝エグリーズに降下しようとしていたアメリカ軍であった。主にアメリカ陸軍第82空挺師団からなる15,000人の兵士たちが村とその周辺に降下した。降下のミスのため多くの第101空挺師団の落下傘兵たちも混じっていた。
ドイツ人たちは地上に降下してくる落下傘兵たちを銃撃し、彼らのうち1名が火事の方向に向かった。落下傘兵の一人ジョン・スティールは、自らのパラシュートが教会の尖塔に引っかかってしまい、2時間もそのままの状態でおかれた。彼の足元では激しい戦いが行われていた。夜の12時30分、落下傘兵クリフはドイツ将校が宿舎としていた住宅の庭の前に落下した。そのドイツ将校は落下傘兵を見つけたが、住宅の持ち主がドイツ将校に彼を捕虜とするよう頼んだため命を救われた。ドイツ将校は後に落下傘兵に対して降伏した。広場の端にあるボダイジュの木に降下した落下傘兵たちや、そこに釣り下がったままの兵士たちは全員殺された。この夜のようすは映画『史上最大の作戦』にも描かれている。
午前4時30分、町の中心部は第82空挺師団が制圧した。サント＝メール＝エグリーズは、空から解放されたフランス最初のコミューンとなった。
ユタ・ビーチからの増援軍はすぐにサント＝メール＝エグリーズに集中した。サント＝メール＝エグリーズは、6月6日から6月7日にかけてのドイツ軍の砲撃によって大勢の民間人と軍人の死傷者が出た。
1944年8月1日、ルクレール将軍が指揮する自由フランス軍第2機甲師団がユタ・ビーチに上陸し、サント＝メール＝エグリーズを通過し、住民が彼らを温かく迎えた。その後第2機甲師団はアヴランシュ奪還のためコブラ作戦に参加した。

## 人口統計
| 1962年 | 1968年 | 1975年 | 1982年 | 1990年 | 1999年 | 2006年 | 2011年 |
| ------ | ------ | ------ | ------ | ------ | ------ | ------ | ------ |
| 1221   | 1326   | 1427   | 1481   | 1556   | 1585   | 1612   | 1625   |

参照元:1999年までEHESS、2000年以降INSEE

## 史跡
- ノートルダム・ド・アソンプション教会（fr） - 11世紀から14世紀にかけ建設。翼廊は11世紀ロマネスク様式。身廊は12世紀ゴシック様式。1840年より歴史文化財指定[14]。翼廊北翼には、第82空挺師団第505連隊の退役兵たちから寄贈された、大天使ミカエルのステンドグラス、そして聖母子と2人の落下傘兵の姿を描いたステンドグラスがある。

## 姉妹都市
- スタミンスター・マーシャル（en）、イギリス

## 参照
1. ↑  サント＝メール＝エグリーズと同様にサント＝マリー＝デュ＝モンとヌーヴィル＝オー＝プランも、フランス本土で最初に解放された村の称号を請求している。最初に解放された村がカルヴァドス県のランヴィルであるためこうした主張は誤りである